# Левчев, Владимир
Владимир Любомиров Левчев (болг. Владимир Любомиров Левчев 17 октября 1957, Благоевград, Болгария) — болгарский поэт, прозаик, переводчик, журналист, политик и учёный. Сын поэта Любомира Левчева.

## Жизнеописание
В 1976 году Владимир Левчев закончил Первую английскую языковую гимназию в Софии и поступил в Национальную художественную академию, которую окончил в 1982 году, получив специальность «Искусствоведение». В 1982—1989 годах работал редактором в издательстве «Народная культура», был издателем (до 10 ноября 1989 выходившего нелегально) независимого литературно-политического журнала «Глас». С 1991 по 1994 работал заместителем главного редактора журнала «Литературен вестник». Левчев является членом исполнительного комитета организации «Екогласност» и главным координатором Свободного поэтического общества.
В 1994 отправился в США по стипендии Фулбрайта (MFA). Пока не стал работать преподавателем, зарабатывал на жительство как пекарь и почтальон. В 1996 году срок программы MFA у Левчева истек. В 1996—2007 он преподавал литературу в Мерилендском университете (Балтимор), Колледже Монтгомери, Университете Джорджа Вашингтона и Американском университете (Вашингтон). Вел курс американской литературы в одной из гимназий на окраине Вашингтона. Также преподавал болгарский язык в подготовительном центре при Государственном департаменте США.
С осени 2007 года преподает литературу в Американском университете в Болгарии в Благоевграде.
Разведён. Растит сына Бояна.

## Творчество
Четырнадцать сборников поэзии и четыре романа Владимира Левчева были изданы в Болгарии, а пять поэтических сборников — в США. Владимир переводил на болгарский язык стихи Элиота, Гинзберга, Куница, Генри Тейлора и Высоцкого. Перевел также «Бхагавад-гиту». Писал статьи на тему политики и культуры для болгарской газеты «Дневник» и других периодических изданий.

## Произведения

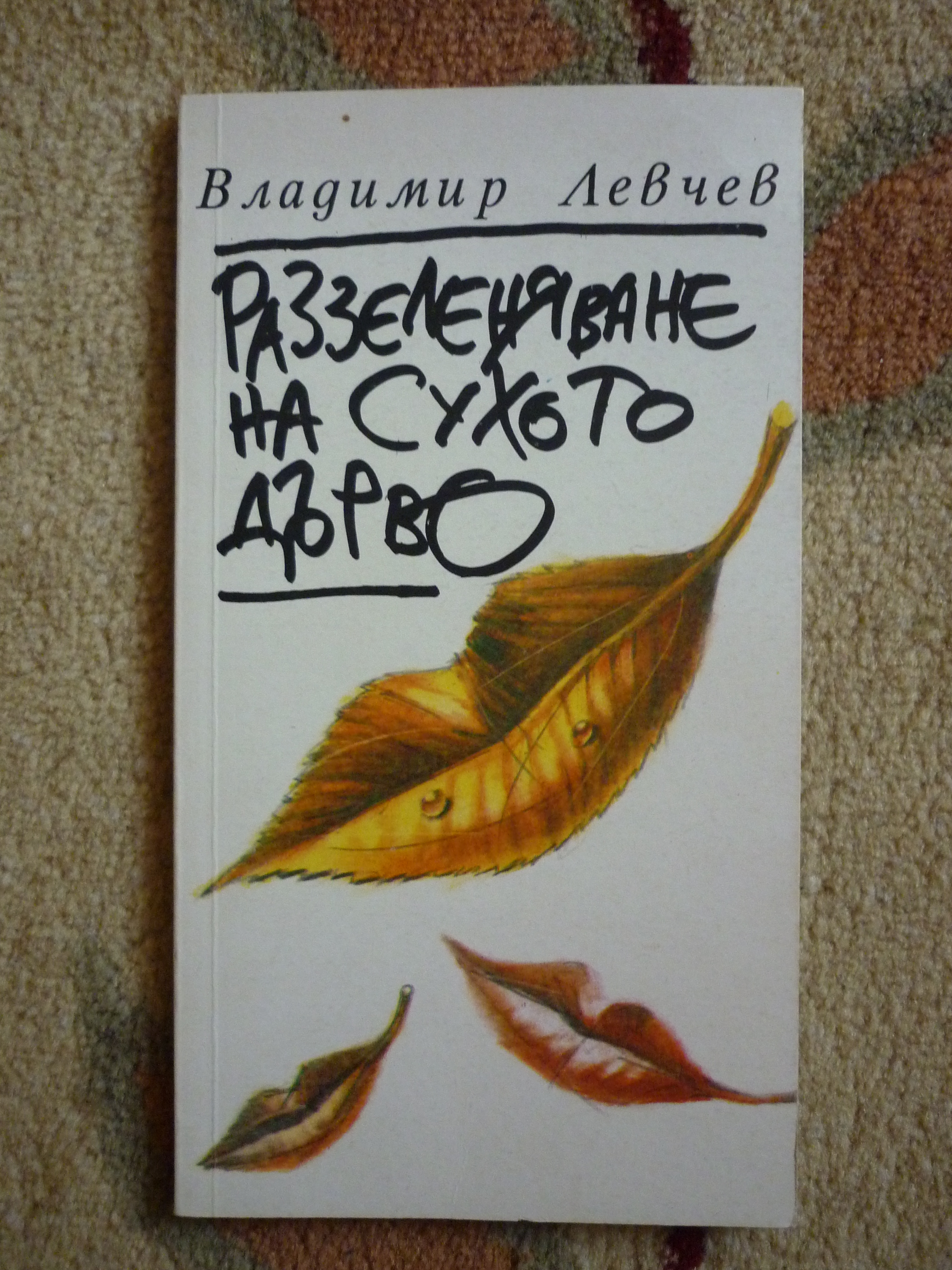
Сборник поэзии Любомира Левчева «Раззеленяване на сухото дърво». 1993.

### Поэзия
На болгарском
- Аритмии (1978)
- 16 стихотворения (1980)
- Някой ден (1983)
- Кой сънува моя живот (1984)
- Цветя, градове и морета (1986)
- Пейзажи на неизвестен майстор (1987)
- София под луната (1991)
- Раззеленяване на сухото дърво (1993)
- Край (1994)
- Черна книга (1997)
- Небесни Балкани (2000)
- Архитектура на промените. Формални стихове (2003)
- Събрани сънища (2006)
- Кой сънува моя живот: 1977—2007 (2007) ISBN 978-954-491-371-7[2]
- Любов и смърт (2009) ISBN 978-954-28-0596-0[3]
- Бхакти (2010) ISBN 978-954-44-3840-1
- Черна книга на застрашените видове (2011) ISBN 978-954-491-714-2[4]

На английском
- Leaves from the Dry Tree. Cross-Cultural Communications, 1996, 48 pages ISBN 978-0893041373
- Black Book of the Endangered Species. Word Works, 1999, 80 pages ISBN 978-0915380428
- Heavenly Balkans. Argonne House Press (Argonne Hotel Press poetry chapbook series), 2002, 44 pages ISBN 978-1887641760
- The Rainbow Mason. Cornerstone Book Publishers, 2005, 72 pages ISBN 978-1887560306[5]
- The Refugee. Gival Press, 2011, 106 pages ISBN 978-1928589570[6]

### Романы
- Любовни писма до свободата (1998)
- Крали Марко: Балканският принц (2006) ISBN 954-491-29-59[7]
- 2084-та (2009) ISBN 978-954-49-1502-5[8]
- Човекът и сянката (2012) ISBN 978-954-28-1093-3

### Нон-фикшн
- Литература и морал. Статии, есета, студии (1994)
- Бог е любов в приятелството, традицията и секса. ISBN 954-533-047-3
- Моят Бог и моите демони (2010) ISBN 978-954-28-0812-1[9]
- Масонството: митове и факти (2011) ISBN 978-954-86-5762-4[10]

### Переводы
- Алън Гинзбърг. Крила над черната шахта. София: Народна култура, 1983 Второ преработено издание: Алън Гинзбърг. Вой. София: Колибри, 2009
- Одисеас Елитис. Достойно ест. София: Народна култура, 1987, 101 с.
- Т. С. Елиът. Избрани стихове. София: Народна култура, 1993 ISBN 954-04-0075-9